# Tanja Stupar-Trifunović
Tanja Stupar-Trifunović (Zara, 20 agosto 1977) è una scrittrice bosniaca.

## Biografia e carriera letteraria
Nata a Zara, ha lasciato la città allo scoppiare delle Guerre jugoslave. Si è laureata in Lingua e letteratura serba all'Università di Banja Luka, città dove risiede tuttora.
Ha esordito come poetessa, pubblicando varie raccolte fra cui Kuća od slova (1999), Uspostavljanje ravnoteže (2002), O čemu misle varvari dok doručkuju (Ciò a cui pensano i barbari quando fanno colazione, 2008) e Glavni junak je čovjek koji se zaljubljuje u nesreću (Eroe è colui che s'innamora della calamità, 2010).
Nel 2014 ha dato alle stampe il suo primo romanzo, Gli orologi nella stanza di mia madre (Satovi u majčinoj sobi), terzo classificato al Premio Zlatna sova per il miglior inedito nel 2013, finalista al Premio NIN 2014 e vincitore del Premio letterario dell'Unione Europea nel 2016.

## Altre attività
Stupar-Trifunović è redattrice della rivista letteraria Putevi e nel gennaio 2017 è stata artist-in-residence presso il Q21 di Vienna.

## Opere tradotte in Italiano
- Gli orologi nella stanza di mia madre, Edizioni Voland, Roma, 2021 - ISBN 9788862434652 (Satovi u majčinoj sobi, 2014; trad. Elisa Copetti).